# Salix monticola
Salix monticola — вид квіткових рослин із родини вербових (Salicaceae).

## Морфологічна характеристика
Це кущ 1.5–6 м заввишки. Гілки жовто-бурі чи червоно-бурі з зеленими плямами, не чи слабо сизі, голі; гілочки від червоно-коричневих до жовто-коричневих, голі чи запушені, волосисті чи ворсинчасті. Листки на ніжках 5.5–14 мм: найбільша листкова пластина від вузько видовженої до довгастої, від вузько-еліптичної до еліптичної, ланцетної, зворотно-ланцетної чи зворотно-яйцюватої форми, 35–95 × 11–33 мм; краї злегка загорнуті чи плоскі, зубчасті, пилчасті чи вигнуті; верхівка від загостреної до гострої; абаксіальна (низ) поверхня сіра, гола; адаксіальна поверхня тьмяна, гола чи ворсинчаста, середня жилка ворсинчаста; молода пластинка іноді червонувата, ворсинчаста чи довго-шовковиста абаксіально, волоски білі, іноді також залозисті. Сережки: тичинкові 14–39 × 9–17 мм; маточкові 21–60 × 8–16 мм. Коробочка 4–7 мм. 2n = 114. Цвітіння: кінець квітня — початок липня.

## Середовище проживання
Канада (Саскачеван); США (Вайомінг, Юта, Нью-Мексико, Колорадо, Аризона). Населяє струмки, луки, джерела; 1700–3500 метрів.